# Probudi me

## Canción
Probudi me, cuya traducción en español significa Despiértame, fue la canción que representó a Croacia en el Festival de Eurovisión de 1997 que tuvo lugar en la ciudad irlandesa de Dublín. La canción fue interpretada por el joven cuarteto de Rijeka E.N.I. y llegó al decimoséptimo puesto de un total de veintitrés países.
Las chicas de E.N.I. actuaron en vigesimotercer lugar, justo delante de Katrina and the Waves quienes con su canción Love shine a light se alzaron con el triunfo final del festival de ese año. 
Probudi me habla de la necesidad de amor que sienten las chicas en detrimento de las cosas superfluas de la vida ("No necesito bombones ni flores para empezar el día, sólo te necesito a ti"). Asimismo, se hicieron dos versiones de la canción: una en inglés (de nombre Wake me up) y otra en croata (idioma, este último, en el que cantaron el tema en el Festival).

## Lista de canciones
Probudi me fue el primer álbum que publicó el grupo E.N.I. en 1997 y que contenía la canción del mismo nombre que el cuarteto llevó a Eurovisión, así como la versión en inglés del tema. He aquí el listado de las canciones:
- 1. PROBUDI ME 3,00
- 2. LJUBAV JE TU 3,44
- 3. RECI MI KAKO 3,40
- 4. TI I JA 3,46
- 5. WAKE ME UP 3,00
- 6. IMA TU NESTO 3,10
- 7. NE OKRECI LICE 3,36
- 8. SPREHA 3,17